# No-pan kissa
No-pan kissa (ノーパン喫茶) signifie littéralement café sans culotte. Il s’agit d’établissements dont les serveuses, vêtues de minijupes, ne portent pas de sous-vêtements. Tout ou partie du sol est souvent composé de miroirs.

## Description
Les clients se font servir une boisson ou une restauration rapide et peuvent regarder l’entrejambe des serveuses. Certains établissements possèdent une caméra de télévision encastrée dans le sol qui renvoie sur un écran le sexe des serveuses en gros plan, ou une soufflerie qui retrousse leurs minijupes à la façon de Marilyn Monroe. Les attouchements sont en revanche interdits. Mis à part cette  particularité, l’établissement  ressemble à n’importe quel autre café mais avec un prix de la consommation quatre fois supérieur à celui pratiqué par les autres établissements (habituellement 700 yens (5,50 €) pour un café). Auparavant la plupart des établissements dévolus au sexe étaient les soaplands et les salons roses au sein desquels officiaient des prostituées. Les no-pan kissa sont devenus un choix pour certaines femmes en raison de leur côté lucratif sans l’obligation d’un contact sexuel étroit avec les clients. Beaucoup d’entre elles sont des étudiantes à la recherche d’argent de poche.[réf. nécessaire]

## Histoire
Tsuchida Yuichi ouvre le premier café du genre en 1978 à Kyoto sous le nom de Johnny (à la mémoire de Johnny Guitar). D’autres établissements suivent à Osaka puis à  Higashi et à Tokyo. Initialement situés hors des quartiers de plaisir, un grand nombre de « cafés » ont envahi des endroits divers et même les stations importantes du chemin de fer.
Le développement maximum de ces établissements est atteint dans les années 1980. L’établissement le plus connu s’appelle alors Lo Lan et compte une liste de VIP de 15 000 membres. Les serveuses, contre rétribution, montent sur la table et montrent leur sexe. Le café est notamment fréquenté par les cadres du ministère des Finances jusqu’au 26 janvier 1998, date à laquelle Koichi Miyagawa, inspecteur en chef du ministère des finances, et son assistant sont inculpés pour avoir accepté des sommes importantes de la part de quatre banques japonaises sous forme de soirées libidineuses entre hommes. Peu de temps après, le ministre des finances démissionne, deux de ses assistants sont congédiés et un collègue se fait seppuku. Après ce scandale, le Lo Lan est fermé mais rouvre peu après avec un nouveau propriétaire. Les serveuse portent cette fois des culottes… transparentes.
Certains no-pan kissa exhibent des serveuses totalement nues ou dont seul le haut du corps est (discrètement) couvert. Ce genre de « café » a décliné à partir de ce moment.
Ultérieurement, certains no-panty kissa sont devenus des pink salons, mettant de petites chambres à la disposition de leurs clients dans lesquelles les serveuses leur prodiguent des services sexuels tels des masturbations ou des fellations. Ces maisons ont donné naissance aux fashion health si bien que peu, sinon aucune n’est restée en l’état. Le 13 février 1985, le champ d’application de la loi connue sous le nom de New Amusement Business Control and Improvement Act a considérablement encadré l’industrie du sexe et favorisé les métiers plus traditionnels[réf. nécessaire].
À côté des no-pan kissa se sont ouverts des restaurants no-pan servant shabu-shabu et autres yakiniku.